# 甲賀市立土山中学校
甲賀市立土山中学校（こうかしりつ つちやまちゅうがっこう）は、滋賀県甲賀市土山町北土山にある市立の中学校。

## 所在地
- 滋賀県甲賀市土山町北土山414[1]

## 概要
- 校区が広いため全校生徒の半数近くがバス通学をする[2]。
- 小学校時代から培った「あっとほーむ」な人間関係作りや保護者・地域との連携を重視する[2]。

## 沿革
創立記念日を1947年（昭和22年）4月1日とし、現在に至る。
- 1948年（昭和23年）4月21日：土山町立土山中学校、山内村立山内中学校、鮎河村立鮎河中学校、大野村立大野中学校が設立
- 1948年（昭和23年）7月22日：土山・山内・鮎河の各中学校が統合し、土山町・山内村・鮎河村学校組合立甲東中学校が設立
- 1948年（昭和23年）9月16日：大野村立大野中学校が再編され、水口町・柏木村・伴谷村・大野村学校組合立水口中学校（大野校舎）が設立
- 1952年（昭和27年）4月1日：大野村・佐山村学校組合立佐山中学校が設立
- 1956年（昭和31年）4月1日：土山町立土山中学校となる。
- 2004年（平成16年）10月1日：甲賀市立土山中学校となる。

## 校区
旧土山町内の全域が中学校区で、大野小学校・土山小学校からの進学となる。